# Антъни Джошуа срещу Кубрат Пулев
Антъни Джошуа срещу Кубрат Пулев е професионален боксов мач в тежка категория, между световния шампион на Международната боксова организация Антъни Джошуа и претендентът за титлата Кубрат Пулев. Събитието се провежда на 12 декември 2020 г. в „Уембли Арена“ в Лондон. Джошуа запази титлите си чрез нокаут в девети рунд.

## Излъчващи платформи
Боят е излъчен на живо в Обединеното кралство и Ирландия по платения канал Скайп Спортс Бокс Офис Абонаментната услуга за стрийминг DAZN също излъчва по целия свят, включително и в България.
| Държава                  | Държава                  | Държава                  | Държава                  | Държава                  | Разпространител       |
| ------------------------ | ------------------------ | ------------------------ | ------------------------ | ------------------------ | --------------------- |
| Великобритания (домакин) | Великобритания (домакин) | Великобритания (домакин) | Великобритания (домакин) | Великобритания (домакин) | Sky Sports Box Office |
| Ирландия                 |                          |                          |                          |                          | Sky Sports Box Office |
| България                 | България                 | България                 | България                 | България                 | DAZN                  |